# Булатов, Рустем Талгатович
Русте́м Талга́тович Була́тов (тат. Рөстәм Тәлгать улы Булатов, 2 апреля 1974, Казань, Татарская АССР, СССР — 31 мая 2008, Казань, Россия) — советский и российский футболист, защитник.

## Биография
Воспитанник СДЮСШОР «Рубин». Выступал за команды «Рубин» Казань (1991, 1993, 1997—1999), «Идель» Казань (1992), «Нефтехимик» Нижнекамск) (1994—1996, 2006), ЦСКА Москва (2000—2001), «Кубань» Краснодар (2001), «Динамо-СПб» Санкт-Петербург (2002), «Кристалл» Смоленск (2003), «Волгарь-Газпром» Астрахань (2003), «Томь» Томск (2004—2005), «Анжи» Махачкала (2006).
После окончания футбольной карьеры работал в СДЮСШОР «Рубин» на должности тренера-преподавателя и выступал за любительскую казанскую команду «Челси-Казань» в первенстве Республики Татарстан по футболу. 31 мая 2008 года во время одной из календарных игр почувствовал себя плохо и в тот же день скончался.

В конце нулевых я организовал команду «Челси-Казань» — естественно, что начали в ней играть сначала мы сами. Тот страшный день начался с того, что Рустем сказал: «Сереж, мне нужно 200 тысяч рублей, чтобы закрыть долги по аренде магазина». Я нашёл эти деньги и дал ему. Вечером — у нас игра. Он говорит: «Я первый тайм отбегаю, а потом домой». Проходит минут 15 — он падает на поле. Я выбегаю: у него запал язык, держим рот. Скорой не было. А пока она приехала… Вскрытие делать не стали. Что оно нам даст?